# فرودگاه فلایینگ ئی
فرودگاه فلایینگ ئی (به انگلیسی: Flying E Airport) یک فرودگاه خصوصی است که یک باند فرود چمن دارد و طول باند آن ۷۰۱ متر است. این فرودگاه در کشور ایالات متحده آمریکا قرار دارد و در ارتفاع ۹۹ متری از سطح دریا واقع شده است.